# Abraham Rożniatowski
Abraham Rożniatowski herbu Sas (ur. ok. 1581, zm. 1665 w Tarnowie) – polski autor widowisk misteryjnych.

## Życiorys
Studiował w Akademii Wileńskiej. Był dworzaninem i dowódcą chorągwi na dworze Jerzego Mniszcha. W 1605 był świadkiem ślubu Maryny Mniszchówny w Krakowie oraz towarzyszył jej w wyjeździe do Rosji i pozostając na służbie carowej Rosji. 
W 1606 trafił na 2 lata do niewoli. Przebywał w więzieniu w Jarosławiu. Po zwolnieniu w 1609 wyjechał na prośbę Maryny w podróż dyplomatyczną do papieża Pawła V. Z tego okresu pochodzi diariusz opisujący wydarzenia od końca 1605 do stycznia 1609 znany pod różnymi tytułami np.: „Diariusz legacji od Dymitra cara moskiewskiego” lub „Gody moskiewskie” opublikowane w 1611, w 1612 wydał „Pobudkę na poparcie wojny moskiewskiej Najjaśniejszemu Królowi, potężnej Rzeczypospolitej i mężnemu rycerstwu polskiemu”. 
W 1610 przyjechał do Kalwarii Zebrzydowskiej gdzie na prośbę Bernardynów napisał scenariusz przeznaczony dla sanktuarium w Kalwarii Zebrzydowskiej pod tytułem Pamiątka krwawej ofiary Pana Zbawiciela naszego Jezusa Chrystusa. Wedle miejsc Hierozolimskich nad Zebrzydowicami wykonfrektowanych (zachowany do dziś). W tym samym roku napisał popularną do dzisiaj pieśń wielkopostną „Jezu Chryste, Panie miły”. 
W 1617 wydano panegiryczny utwór wierszowany „Apollo słowiański na imię i sławę Najjaśniejszego Książęcia Władysława”. W 1618 napisał również wydany w 1634 Zwierciadło smutne, wyrażające wizerunk okrutnej męki i śmierci Pana Zbawiciela naszego na czterech Ewangelistów złożone.
Wstąpił do krakowskiego klasztoru Bernardynów, gdzie złożył zakonną profesję wycofując się z życia publicznego. Około 1621 uzyskał święcenia kapłańskie. 
Abraham Rożniatowski zmarł w pierwszych dniach 1665, w wieku ok. 85 lat w klasztorze tarnowskim.